# برمرسهایم فور در هوه
برمرسهایم فور در هوه (به آلمانی: Bermersheim vor der Höhe) یک شهر در آلمان است که در آلزی-ورمز واقع شده‌است.